# Чемпионат Москвы по футболу 1911
Чемпионат Москвы по футболу 1911 стал II первенством, организованным Московской футбольной лигой (МФЛ).
Турнир главных команд (Класс «А») носил название Кубок Фульда.
Чемпионом во второй раз стал клуб КС «Орехово».

## Организация и проведение турнира

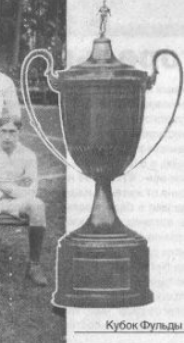

После расширения МФЛ до 13 клубов, 12 из них подали заявки на участие во II Чемпионате Москвы. Это вынудило организаторов разбить клубы на два класса по 6 клубов — классы «А» и «Б». Клубы класса «А» соревновались тремя командами. Всего на четырёх соревновательных уровнях участвовала 21 команда.
На высшем уровне (первые команды класса «А») участвовали 6 команд:
- КС «Орехово»
- «Сокольнический» КС
- «Замоскворецкий» КС
- «Унион»
- КФ «Сокольники»
- МКЛ

## Ход турнира (I команды класса «А»)
Чемпионат стартовал 14 августа. Игры прошли в два круга.
«Морозовцы» в целом уверенно победили в чемпионате во второй раз подряд. После ничьей с КФС в первом туре московские болельщики рассчитывали было на завязку интриги в первенстве и успех какой-либо из «своих» команд, но и «Замоскворецкий» КС, и КФ «Сокольники» оступались раз за разом, в то время, как КС «Орехово» уверенно набирал очки. Единственное поражение ореховцы потерпели лишь в 8-м туре от «Униона», когда судьба первенства была практически решена.

### Турнирная таблица
| № | Команды             | 1        | 2        | 3       | 4        | 5        | 6        | В | Н | П  | М       | О  |
| - | ------------------- | -------- | -------- | ------- | -------- | -------- | -------- | - | - | -- | ------- | -- |
|   | КС «Орехово»        |          | 4:1 1:1  | 3:3 2:0 | 3:1 1:2  | 11:0 6:2 | 5:2 11:2 | 7 | 2 | 1  | 47 — 14 | 16 |
|   | «Замоскворецкий» КС | 1:1 1:4  |          | 4:3 3:0 | 2:3 5:3  | 3:3 2:0  | 6:1 13:0 | 6 | 2 | 2  | 40 — 18 | 14 |
|   | КФ «Сокольники»     | 0:2 3:3  | 0:3 3:4  |         | 3:2 5:0  | 4:1 1:3  | 7:1 5:0  | 5 | 1 | 4  | 31 — 19 | 11 |
| 4 | «Унион»             | 2:1 1:3  | 3:5 3:2  | 0:5 2:3 |          | 5:4 1:7  | 8:1 15:1 | 5 | 0 | 5  | 40 — 32 | 10 |
| 5 | «Сокольнический» КС | 2:6 0:11 | 0:2 3:3  | 3:1 1:4 | 7:1 4:5  |          | 4:0 5:0  | 4 | 1 | 5  | 29 — 33 | 9  |
| 6 | МКЛ                 | 2:11 2:5 | 0:13 1:6 | 0:5 1:7 | 1:15 1:8 | 0:5 0:4  |          | 0 | 0 | 10 | 8 — 79  | 0  |

### Матчи
| 14 авг | «Замоскворецкий» КС | 13:0    | МКЛ | Москва                                 |
| | - В.Сысоев          | (отчёт) |     | Стадион: поле МКЛ Судья: И.Савостьянов |
| «Замоскворецкий» КС: Грунди - Эйдж, Б.Николаев - Эллиссон, Трипп, Филатов-I - Филатов-II, В.Сысоев, Говард, Житарев, ?.Томас МКЛ: ?.Бертрам - Римша, Веселов-I - Леви, ?.Ильин, Веселов-II - Сизов, Горожанкин, Серебряков, Сазонов |                     |         |     |                                        |

| 14 авг | «Сокольнический» КС | 7:1     | «Унион» | Москва                           |
| |                     | (отчёт) |         | Стадион: поле СКС Судья: А.Шульц |
| «Сокольнический» КС: Н.Васильев - А.Парфенов, Ромм - М.Чернышев, В.Иванов, Пампель - В.Серпинский, А.Скорлупкин, В.Соколов, М.Смирнов, Эннерс «Унион»: Н.Ильин - В.Миндер, В.Зейдель - В.Матрин, Калмыков, Бертрам - Л.Смирнов, Курехин, Б.Манин, Горелов, П.Миндер |                     |         |         |                                  |

| 14 авг | КФ «Сокольники» | 3:3     | КС «Орехово» | Москва        |
| |                 | (отчёт) |              | Судья: Д.Белл |
| КФ «Сокольники»: Мартынов - Лопухов, Н.Савостьянов - Вашке, Житков, Макарьевский - А.Филиппов, С.Филиппов, М.Филиппов, А.Петров, Варенцов КС «Орехово»: Гринвуд - Бледнов, С.Маслов - А.Акимов, Н.Кынин, Дж.Чарнок - Э.Томас, Савинцев, Дикин, Чичваркин, ?.Ильин |                 |         |              |               |

| 15 авг | КС «Орехово» | 5:2     | МКЛ | Москва                              |
| |              | (отчёт) |     | Стадион: поле МКЛ Судья: А.МкКиббин |
| КС «Орехово»: Гринвуд - Бледнов, С.Маслов - А.Акимов, Н.Кынин, Дж.Чарнок - Э.Томас, Савинцев, Дикин, Чичваркин, ?.Ильин МКЛ: ?.Бертрам - Римша, Веселов-I - Леви, ?.Ильин, Веселов-II - Сизов, Горожанкин, Серебряков, Сазонов, ? |              |         |     |                                     |

| 15 авг | КФ «Сокольники» | 4:1     | «Сокольнический» КС | Москва                                 |
| |                 | (отчёт) |                     | Стадион: поле СКС Судья: Роб.Вентцелли |
| КФ «Сокольники»: Мартынов - Лопухов, Н.Савостьянов - Вашке, Житков, Макарьевский - А.Филиппов, С.Филиппов, М.Филиппов, А.Петров, Варенцов «Сокольнический» КС: Н.Васильев - А.Парфенов, Ромм - М.Чернышев, В.Иванов, Пампель - В.Серпинский, А.Скорлупкин, В.Соколов, М.Смирнов, Эннерс |                 |         |                     |                                        |

| 15 авг | «Унион»       | 3:2     | «Замоскворецкий» КС | Москва                           |
| | - Грунди авт′ | (отчёт) | - В.Сысоев          | Стадион: поле ЗКС Судья: А.Шульц |
| «Унион»: Н.Ильин - В.Миндер, В.Зейдель - Александров, Рипп, Б.Зейдель - Л.Смирнов, Гольден, Б.Манин, Горелов, П.Миндер «Замоскворецкий» КС: Грунди - Эйдж, Б.Николаев - Эллиссон, Трипп, Филатов-I - Филатов-II, В.Сысоев, Говард, Житарев, ?.Томас |               |         |                     |                                  |

| 21 авг | «Замоскворецкий» КС | 3:3     | «Сокольнический» КС | Москва                                           |
| | - В.Сысоев          | (отчёт) | - Евангулов         | Стадион: поле ЗКС Зрителей: 1 000 Судья: А.Шульц |
| «Замоскворецкий» КС: Грунди - Эйдж, Б.Николаев - Эллиссон, Трипп, Филатов-I - Филатов-II, В.Сысоев, Говард, Житарев, ?.Томас «Сокольнический» КС: Фаворский - А.Парфенов, Ромм - Жилин, В.Иванов, Пампель - М.Смирнов, В.Соколов, Евангулов, В.Серпинский, Эннерс |                     |         |                     |                                                  |

| 21 авг | КФ «Сокольники» | 7:1     | МКЛ | Москва                          |
| | - Лопухов       | (отчёт) |     | Стадион: поле МКЛ Судья: Д.Белл |
| КФ «Сокольники»: Мартынов - Лопухов, Н.Савостьянов - Вашке, Н.Попов, Макарьевский - А.Филиппов, С.Филиппов, М.Филиппов, А.Петров, Варенцов МКЛ: ?.Бертрам - Римша, Веселов-I - Леви, ?.Ильин, Веселов-II - Сизов, Горожанкин, Серебряков, Сазонов, ? |                 |         |     |                                 |

| 21 авг | КС «Орехово» | 3:1     | «Унион» | Орехово-Зуево                                     |
| |              | (отчёт) |         | Стадион: поле КСО Зрителей: 10 000 Судья: Д.Бейнс |
| КС «Орехово»: Гринвуд - Нуталь, Уатсон - А.Акимов, Н.Кынин, С.Маслов - Томлинсон, Савинцев, Дикин, Чичваркин, В.Чарнок «Унион»: Н.Ильин - В.Миндер, В.Зейдель - Рипп, Калмыков, Б.Зейдель - Л.Смирнов, Гольден, Б.Манин, Горелов, П.Миндер |              |         |         |                                                   |

| 4 сен                                                                                          | «Сокольнический» КС | 3:1 | КФ «Сокольники» | Москва            |
|                                                                                                |                     |     |                 | Стадион: поле МКЛ |
| «Сокольнический» КС: Фаворский - ... Евангулов ... · КФ «Сокольники»: ... Варенцов с 5' по 90' |                     |     |                 |                   |

| 4 сен                                              | «Замоскворецкий» КС | 5:3 | «Унион» | Москва           |
|                                                    | - В.Сысоев 80′      |     |         | Судья: К.Бертрам |
| «Замоскворецкий» КС: Виноградов - ... В.Сысоев ... |                     |     |         |                  |

| 4 сен | КС «Орехово» | 11:2 | МКЛ | Орехово-Зуево     |
|       |              |      |     | Стадион: поле КСО |

| 8 сен | КС «Орехово» | 6:2 | «Сокольнический» КС | Москва |
| «Сокольнический» КС: Фаворский - Ромм, Пампель - Жилин, В.Иванов, А.Скорлупкин - Евангулов, В.Серпинский, М.Смирнов, Эннерс, В.Соколов |              |     |                     |        |

| 8 сен | «Замоскворецкий» КС | 3:0 | КФ «Сокольники» | Москва |
|       | - В.Сысоев          |     |                 |        |

| 8 сен | «Унион» | 8:1 | МКЛ | Москва |

| 11 сен | КС «Орехово» | 2:0 | КФ «Сокольники» | Москва            |
| |              |     |                 | Стадион: поле МКЛ |
| КС «Орехово»: Н.Макаров - Нуталь, В.Мишин-I - С.Маслов, Э.Чарнок, Дикин - В.Чарнок, А.Мишин-II, Дж.Чарнок, Томлинсон, А.Акимов КФ «Сокольники»: Мартынов - Лопухов, Н.Савостьянов - Силуанов, Житков, ?.Степанов - А.Филиппов, С.Филиппов, М.Филиппов, А.Петров, Варенцов |              |     |                 |                   |

| 11 сен | «Унион» | 5:4 | «Сокольнический» КС | Москва |

| 11 сен | «Замоскворецкий» КС | 6:1 | МКЛ | Москва |
|        | - В.Сысоев          |     |     |        |

| 14 сен | КС «Орехово»            | 4:1 | «Замоскворецкий» КС | Орехово-Зуево                   |
| | - А.Мишин 1′ - В.Чарнок |     | - В.Сысоев          | Зрителей: 10 000 Судья: А.Шульц |
| КС «Орехово»: Н.Макаров - В.Мишин ... - Н.Кынин ... - ... В.Чарнок, Дикин, А.Мишин ... «Замоскворецкий» КС: Виноградов - ... В.Сысоев ... |                         |     |                     |                                 |

| 14 сен | «Сокольнический» КС | 5:0 | МКЛ | Москва            |
|        |                     |     |     | Стадион: поле МКЛ |

| 14 сен | КФ «Сокольники» | 3:2 | «Унион» | Москва                 |
|        |                 |     |         | Стадион: поле «Униона» |

| 18 сен | «Унион» | 2:1 | КС «Орехово» | Москва                 |
|        |         |     |              | Стадион: поле «Униона» |

| 18 сен | КФ «Сокольники» | 5:0 | МКЛ | Москва            |
|        |                 |     |     | Стадион: поле МКЛ |

| 18 сен                                                                              | «Замоскворецкий» КС | 2:0 | «Сокольнический» КС | Москва |
|                                                                                     | - В.Сысоев          |     |                     |        |
| «Замоскворецкий» КС: ... Трипп, В.Сысоев ... «Сокольнический» КС: ... Евангулов ... |                     |     |                     |        |

| 25 сен | «Сокольнический» КС | 4:0 | МКЛ | Москва            |
|        |                     |     |     | Стадион: поле СКС |

| 25 сен | КФ «Сокольники» | 5:0 | «Унион» | Москва            |
|        |                 |     |         | Стадион: поле МКЛ |

| 25 сен | «Замоскворецкий» КС | 1:1 | КС «Орехово» | Москва                            |
|        | - В.Сысоев          |     |              | Стадион: поле ЗКС Зрителей: 2 000 |

| 26 сен | «Замоскворецкий» КС | 4:3 | КФ «Сокольники» | Москва                                 |
| | - В.Сысоев          |     |                 | Стадион: поле ЗКС Судья: Роб.Вентцелли |
| «Замоскворецкий» КС: Виноградов - Эллиссон, Б.Николаев - Филатов-II, Трипп, Казалет - Филатов-I, В.Сысоев, Тилл, Житарев, Золкин КФ «Сокольники»: Мартынов - Лопухов, Н.Савостьянов - С.Филиппов, Житков, Макарьевский - М.Филиппов, А.Петров, А.Филиппов, ?.Степанов, Варенцов |                     |     |                 |                                        |

| 26 сен | КС «Орехово» | 11:0 | «Сокольнический» КС | Орехово-Зуево                    |
| |              |      |                     | Стадион: поле КСО Судья: А.Шульц |
| КС «Орехово»: Горн - Нуталь, В.Мишин-I - А.Акимов, Дж..Чарнок, Н.Кынин - Томлинсон, Дикин, В.Чарнок, А.Мишин-II, Э.Чарнок «Сокольнический» КС: Фаворский - Ромм, Пампель - Жилин, В.Иванов, Иванов-II - М.Смирнов, ?.Степанов, А.Скорлупкин, В.Серпинский, Эннерс |              |      |                     |                                  |

| 26 сен | «Унион» | 15:1 | МКЛ | Москва                             |
| |         |      |     | Стадион: поле МКЛ Судья: К.Бертрам |
| «Унион»: Д.Матрин - В.Миндер, Антропов-I - Александров, Калмыков, П.Миндер - Лаш, Л.Смирнов, Б.Манин, Горелов, Тамман МКЛ: Дежин - Римша, ?.Ильин - Леви, Веселов-II, Горожанкин - Васильев, Сизов, Котов |         |      |     |                                    |

### Матч «Чемпион — Сборная»
Традиционный матч был проведен сразу после завершения первенства; в перерыве между таймами победителям был вручен кубок.
| 1 окт | КС «Орехово» | 5:6 | Москва                                                   | Москва                                           |
| |              |     | - ~5′ Л.Смирнов - Житарев - 47′ А.Филиппов-II - В.Сысоев | Стадион: поле СКС Зрителей: 2 000 Судья: А.Шульц |
| КС «Орехово»: Н.Макаров-I - С.Маслов, В.Мишин-I - А.Акимов, Дж.Чарнок , Н.Кынин - Томлинсон, Дикин, В.Чарнок 65', Савинцев, А.Мишин-II · Москва: Н.Ильин - Ромм, Римша - Эллиссон, Трипп , Казалет - М.Смирнов, Житарев, А.Филиппов-II, В.Сысоев, Л.Смирнов |              |     |                                                          |                                                  |

### Матч с чемпионом Санкт-Петербурга
Команда КС «Орехово» обыграла 28 апреля 1912 года в Орехово-Зуево в присутствии 15 тысяч зрителей чемпиона Санкт-Петербурга 1911 года — команду «Меркур»
| 28 апр 1912 | КС «Орехово»                                        | 4:3 | «Меркур»                                           | Орехово-Зуево                                                                       |
| | - Локкарт 1:0′ - А.Акимов 2:0′ - В.Чарнок 3:2′ 4:2′ |     | - 2:1′ Самойлов - 2:2′ Тилленберг - 4:3′ Андрианов | Стадион: в парке народного гуляния господ Морозовых Зрителей: 15 000 Судья: А.Шульц |
| КС «Орехово»: Н.Макаров-I - Савинцев, В.Мишин-I - А.Акимов, Дж.Чарнок , Манин - Томлинсон, Дикин, В.Чарнок, Локкарт, А.Мишин-II «Меркур»: Коробицын - Ганзен, Белобородов - Власенко, Андрианов, Северов - Жуков, Тилленберг, Самойлов, Данкер, В.Соловьев |                                                     |     |                                                    |                                                                                     |

## Низшие уровни

### Кубок Вашке (II команды класса «А»)[8]
Победитель — «Унион» — II
2. «Замоскворецкий» КС — II 3. КФ «Сокольники» — II 4. «Сокольнический» КС — II 5. КС «Орехово» — II

### Кубок Миндера (III команды класса «А»)[9]
Победитель — «Замоскворецкий» КС — III
2. «Унион» — III 3. КФ «Сокольники» — III 4. «Сокольнический» КС — III

### Кубок Мусси (класс «Б»)[10]
Победитель — «Новогиреево»
2. «Сокольнический» КЛ 3. ОЛЛС 4. «Вега» 5. «Измайловский» КС 6. «Чухлинка-Шереметьевский» КС
Клуб «Новогиреево» получил право на будущий сезон выступать в классе «А» вместо занявшего последнее место МКЛ